# Imad Omari
Imad Omari est un footballeur marocain né le 20 février 1982 évoluant au poste de défenseur.

## Biographie
Ce joueur a connu une suspension de 6 mois de la part de la fédération marocaine en 2007 pour des problèmes de discipline à la fin d'un match de championnat de la saison 2006-2007 qui s'est déroulé le 7 avril 2007 contre le Mouloudia d'Oujda. À la fin du match, il y a eu quelques bagarres, à cette époque il jouait à l'Olympique de Safi, d'autres joueurs ont aussi été sanctionnés.

## Carrière
- 2005 - 2006 : Moghreb de Tétouan  Maroc
- 2006 - 2007 : Olympique de Safi  Maroc
- 2007 - 2009 FAR de Rabat  Maroc
- Depuis 2009 : Moghreb de Tétouan Maroc